# Miss International 1994
Miss International 1994, trentaquattresima edizione di Miss International, si è tenuta presso il Sun Arena di Ise, in Giappone, il 4 settembre 1994. La greca Christina Lekka è stata incoronata Miss International 1994.

## Risultati

### Piazzamenti
| Risultato finale        | Concorrente |
| ----------------------- | --- |
| Miss International 1995 | - Grecia - Christina Lekka |
| 2ª classificata         | - Aruba - Alexandra Ochoa Hincapié |
| 3ª classificata         | - Spagna - Carmen María Vicente Abellam |
| Semifinaliste           | - Colombia - Alexandra Betancur Marín - Corea del Sud - Sung Hyun-ah - Figi - Sunita Devi - Filippine - Alma Carvajal Concepcion - Francia - Nathalie Pereira - Giappone - Tomomi Hanamura - Israele - Nizan Kirshenboim - Nicaragua - Luisa Amalia Urcuyo Lacayo - Paesi Bassi - Sabine Te Verde - Regno Unito - Amanda Louise Johnson - Svezia - Mirja Kristina Haglof |

### Riconoscimenti speciali
| Riconoscimento        | Concorrente                            |
| --------------------- | -------------------------------------- |
| Miss Friendship       | - Filippine - Alma Carvajal Concepcion |
| Miss Photogenic       | - Corea del Sud - Sung Hyun-ah         |
| Miss National Costume | - Paraguay - Jannyne Elena Peyrat      |

## Concorrenti
- Argentina - Alicia Andrea Ramón
- Aruba - Alexandra Ochoa Hincapié
- Australia - Rebecca Anne Jackes
- Austria - Kerstin Sattler
- Bolivia - Maria Renée David
- Brasile - Ana Paula Barrotte
- Colombia - Alexandra Betancur Marín
- Corea del Sud - Sung Hyun-ah
- Costa Rica - Silvia Ester Muñoz Mata
- Danimarca - Birgitte Brondum Jensen
- El Salvador - Nathalia Gutiérrez Munguía
- Figi - Sunita Devi
- Filippine - Alma Carvajal Concepcion
- Finlandia - Marja Hannele Vuoristo
- Francia - Nathalie Pereira
- Germania - Viola Tuschardt
- Giappone - Tomomi Hanamura
- Grecia - Christina Lekka
- Guam - Nadine Theresa Gogue
- Guatemala - Vivian Mariela Castañeda
- Hawaii - Juliet Lokelani Kahikina Raymundo
- Hong Kong - Dorothy Ng So-Shan
- India - Francesca Marilynne Hart
- Irlanda - Julie Alicia Stokes
- Islanda - Nitzan Kirshenboim
- Isole Marianne Settentrionali - Mary Michelle Manibusan
- Lussemburgo - Sandy Wagner
- Malta - Elaine Lanzon
- Messico - Lilia Elizabeth Huesca Guajardo
- Nicaragua - Luisa Amalia Urcuyo Lacayo
- Niger - Jamilla Haruna Danzuru
- Norvegia - Ann Wibeche Hoel
- Paesi Bassi - Sabine Te Vrede
- Panama - Dinorah Acevedo González
- Paraguay - Jannyne Elena Peyrat Scolari
- Polonia - Ilona Felicjanska
- Porto Rico - Alice Mercedes Lee
- Portogallo - Sónia Maria Marques Abel
- Regno Unito - Amanda Louise Johnson
- Rep. Dominicana - Alexia Lockhart
- Russia - Yelena Vitcheslavovna Gorbachova
- Singapore - Joycelyn Ching Ching Teo
- Slovacchia - Nikoleta Meszarosova
- Spagna - Carmen Maria Vicente Abellam
- Sri Lanka - Sharmila Tamara Kariyawasam
- Stati Uniti - Karen Kristie Doyle
- Svezia - Mirja Kristina Haglöf
- Turchia - Aysin Albayrak
- Ucraina - Helen Vladimirovna Bakaeva
- Venezuela - Milka "Yelisava" Chulina Urbanich